# B 타임의 정사 4
"B 타임의 정사 4"(An Affair At B Time 4)는 한국에서 제작된 이광섭 감독의 1994년 영화이다. 김경주 등이 주연으로 출연하였고 임갑환 등이 제작에 참여하였다.

## 출연

### 주연
- 김경주
- 한명구
- 황성영

### 조연
- 정신아
- 채문성
- 김지은
- 이설산
- 서영호
- 이현석
- 김재훈
- 나경훈
- 김은지

## 기타
- 조명: 강광호
- 녹음: 손인호
- 현상: 세방현상소
- 효과: 이재희